# Gaepo-dong
Gaepo-dong là phường của Gangnam-gu ở Seoul, Hàn Quốc. Nó nằm ở phía Nam của Dogok-dong và Daechi-dong. Gaepodong được chia thành 3 "dong": Gaepo 1, 2, và 4 dong. Gaepo 3-dong được sáp nhập với Gaepo 2-dong vào năm 2009.

## Giáo dục
- Trường tiểu học Gaeil
- Trường tiểu học Gaepo
- Trường trung học Guryeong
- Trường phổ thông nữ sinh Gyeonggi
- Trường tiểu học Yangjon

## Cộng đồng địa phương
- Thư viện cộng đồng Gae-po

## Điểm thu hút
- Yangjaecheon

## Liên kết
- (tiếng Hàn) Trang chủ trung tâm dân cư Gaepo 1-dong Lưu trữ ngày 31 tháng 3 năm 2008 tại Wayback Machine
- Bản đồ Gangnam-gu Lưu trữ ngày 12 tháng 2 năm 2007 tại Wayback Machine